# Sínodo de Roma (721)
O Sínodo de Roma (721) (também conhecido como Concílio de Roma de 721) era um sínodo realizado na Basílica de São Pedro, sob a autoridade do Papa Gregório II, para estabelecer cânones para melhorar a disciplina da igreja. 

## Contexto
Em 5 de abril de 721, o Papa Gregório II abriu um sínodo para lidar com o reforço das regras do matrimônio e várias ofensas menores cometidas contra a Igreja. Presentes junto com o Papa havia dezenove bispos italianos e três bispos não italianos: Sindered de Toledo, Sedulius da Grã-Bretanha e Fergustus Pictus da Escócia. Também estavam presentes vários padres e diáconos romanos. 

## Os dezessete cânones do sínodo
O sínodo elaborou dezessete cânones para melhorar a disciplina da igreja. Isso incluía uma proibição de se casar: 
- 1 A viúva de um padre;
- 2) Ou uma diaconisa;
- 3) Ou uma freira;
- 4) Ou seu Commater espiritual;
- 5) A esposa do irmão dele;
- 6 Ou sua sobrinha;
- 7) Sua madrasta ou nora;
- 8) O primo em primeiro grau;
- 9 Ou uma relação, ou a esposa de uma relação.

Além disso, colocou anátemas em: 
- 10. Um homem que se casa com uma viúva;
- 11. Um homem que arrebata uma virgem com quem não estava noivo, para a tomar como sua esposa, mesmo que ela consentisse;
- 12. Se um homem for culpado de usos supersticiosos;
- 13. Qualquer pessoa que viole as ordens anteriores da Igreja Apostólica em relação aos pátios de oliveira que lhe pertencem.

Mencionou anátemas específicos contra: 
- 14) Adriano, que se casou com a diaconisa Epifania;
- 15 Assim como a própria Epifania;
- 16 E quem a ajudou a se casar.

Finalmente, o sínodo também anatematizou: 
- 17 Qualquer clérigo que deixe o cabelo crescer.

O sínodo terminou suas deliberações no mesmo dia em que começou. 